# Epignoma dworakowskae
Epignoma dworakowskae är en insektsart som beskrevs av Lauterer 1973. Epignoma dworakowskae ingår i släktet Epignoma och familjen dvärgstritar.
Artens utbredningsområde är Guinea. Inga underarter finns listade i Catalogue of Life.